# Präfekt (Erziehung)
Als Präfekt (abgeleitet vom röm. Praefectus, Vorsteher) wird ein Erzieher in (meist kirchlichen) Internaten bezeichnet, der die Schüler in der Freizeit und bei der Erledigung der Hausaufgaben betreut. Früher waren es oft junge Ordenspriester oder Priesteramtskandidaten, später auch Lehrer in Ausbildung und bisweilen ältere Schüler.
Bei Sängerknaben ist es die Stelle des Konviktsleiters (im Gegensatz zum musikalischen Leiter), oder bei kleineren Chören eine zeitweilige Funktion zur sozialen Betreuung während einer längeren Aufführungsserie oder Tournee.
Auch manche Studenten-Vereinigungen wie die Marianische Kongregation kennen diese Funktion. Sie entspricht dem Geschäftsführer eines Vereins, dem zur Beratung ein Konsult beigeordnet ist. Die geistige Betreuung und Seelsorge hat hingegen ein Präses (meist ein Jesuit) inne.